# Ponthieva schaffneri
Ponthieva schaffneri är en orkidéart som först beskrevs av Heinrich Gustav Reichenbach, och fick sitt nu gällande namn av Edward Warren Greenwood. Ponthieva schaffneri ingår i släktet Ponthieva och familjen orkidéer. Inga underarter finns listade i Catalogue of Life.